# Стрельба (фильм)
«Стрельба» (англ. Shottas) — ямайский фильм 2002 года режиссёра Цесса Сильвера. В главной роли в фильме принял участие Кай-Мани Марли, сын Боба Марли.

## Сюжет
Два малолетних друга из трущоб Кингстона Биггс и Уэйн ограбили водителя грузовика. На полученные деньги они перебрались в Америку. Через 20 лет Биггса депортирует американское правительство обратно на Ямайку, где он встречает Уэйна, также депортированного, но на 4 года ранее. Биггс присоединяется к Уэйну, который зарабатывает вымогательством. Их деятельность делает много шума в городе и один коррумпированный политик предлагает им уехать обратно в Майами, что бы не портить атмосферу в Кингстоне перед выборами.
В Майами они промышляют нападениями на наркодилеров. Друзья ведут себя очень агрессивно и этим мешают местным бандитам. В конце концов, когда Биггс принимает решение залечь на дно и уехать в Лос-Анджелес, Тедди, местный гангстер, решает покончить с ними…

## В ролях
- Кай-Мани Марли — Биггс
- Спрагга Бенц — Уэйн
- Луи Ранкин — Тедди
- Пол Кэмпбелл — Макс
- Вайклеф Жан — Ричи
- Д. Сильвера — Биггс в детстве
- Карлтон Грант мл. — Уэйн в детстве
- Мунэйр Закка — мистер Андерсон
- Клодетт Пиус — тётушка Полин
- Исайя Лэйн — детектив Лэйн
- Дуайт Ричардсон — иммиграционный инспектор
- Нельсон Запата — Папи
- Михаэль Гордон — водитель грузовика
- Стивен Чунг — мистер Чин
- Джудит Бодли — секретарша мистера Чина
- Фабьен Доминик — Эбби

## Саундтрек
- Damian Marley — «Welcome to Jamrock»
- Barry Brown — «Far East»
- Nitty Gritty — «Trial and Crosses»
- Little John — «In the ghetto»
- Bob Marley — «Coming in from the cold»
- Bounty Killer — «Dead this time»
- Hawkeye — «Bad Long Time»
- Spragga Benz and Lady Saw — «Backshot»
- Damian Marley — «Catch a Fire»
- Shaggy and the Big Yard Allstars — «Gangster»
- Tonto Irie — «It a ring»
- Ky-Mani Marley — «Fire»
- Junior Cat — «Would A Let You Go»
- Pinchers — «Bandelero»
- John Wayne — «Call the police»
- Nicky Seizure — «Quench the fire»
- Ky-Mani Marley — «I Believe»
- Ky-Enie — «Rain»
- Inner Circle — «Discipline child» (Live)
- Nicky Seizure — «Revelation time»
- Ky-Mani Marley — «The March»
- Kenneth Milligan — «Shottas»
- Pan Head — «Gun Man Tune»